# Aral (Xinjiang)
Aral is een substadsprefectuur in de noordwestelijke provincie Xinjiang, Volksrepubliek China.